# Cambarellus occidentalis
Cambarellus occidentalis är en kräftdjursart som först beskrevs av Faxon 1898.  Cambarellus occidentalis ingår i släktet Cambarellus och familjen Cambaridae. IUCN kategoriserar arten globalt som livskraftig. Inga underarter finns listade i Catalogue of Life.